# Neide Van-Dúnem
Neide Núria de Sousa Van-Dúnem Vieira (4 de julio de 1986, Luanda) es una cantante, presentadora de televisión y actriz angoleña. Ella se hizo conocer como cantante a partir de 2003, cuando contaba unos 17 años de edad, cuando se anunciaba para el llamamiento de talentos donde se sometió a realizar un casting. El programa televisivo que ella condujo se llamó "Sede de Viver", que se dedicaba también a leer las cartas de sus espectadores que le escribían. En 2007, lanza su primer tema musical titulado "Olá Baby" de su primer álbum discográfico titulado "Eu e Elas (vol 1)", que también sirvo como un corte publicitario que fue difundido por la cadena televisiva MTV Africa de Video Chart.

## Discografía
- 2009: Neide

## Filmografía
| Year | Title              | Role | Notes         |
| ---- | ------------------ | ---- | ------------- |
| 2008 | Momentos de Glória |      | corto metraje |

### Televisión
| Year      | Title                    | Role         | Notes |
| --------- | ------------------------ | ------------ | ----- |
| 2008      | Para Além do Preconceito |              |       |
| 2006-2007 | Sede de Viver            | Anita Bronca |       |